# Busto de Vitorino Nemésio
El Busto de Vitorino Nemésio se localiza delante de la casa das Tias de Vitorino Nemésio, en la ciudad y concejo (concelho) de Praia da Vitória, en la isla Terceira, en el archipiélagos de las Azores (Açores) en Portugal.
Fundido en bronce, es de a autoría del escultor Álvaro Raposo de França. Fue inaugurado el 17 de diciembre de 1994, por la Cámara municipal, en el contexto de las conmemoraciones del 50.º aniversario de la publicación del romance "Mau Tempo no Canal" («Mal tiempo en el canal»).